# Liberté - Le Bonhomme libre
Liberté - Le Bonhomme libre est un titre de la presse écrite hebdomadaire régionale, diffusé dans tout le Calvados, principalement autour de Caen. Il paraît tous les jeudis. Il appartient au Groupe Ouest-France par le biais de sa filiale Publihebdos.

## Histoire

### Le Bonhomme normand
En 1865, le libraire caennais Émile Alliot fonde le Bonhomme Normand, qui atteint rapidement le premier hebdomadaire de province avec 30 à 40000 exemplaires diffusés dans le Calvados. 
Ancien du Journal de Caen, Arthur Marye (1862-1948) prend la direction de l'hebdomadaire en 1901 dont il assoit l'importance entre les deux guerres mondiales. Directeur, actionnaire et rédacteur en chef, Marye est condamné par la Cour de Justice du Calvados, à la dégradation nationale à vie et à la radiation de la Légion d'Honneur à la Libération, en raison de la proximité de son journal avec l'Occupant allemand. La défense argue qu'Arthur Marye était sans sympathie pour l'Allemagne nazie, et que le véritable responsable du journal était son gendre, Louis Massot, mort sous les bombes le 6 juin.
Le Bonhomme Normand est interdit de paraître à la Libération, et Le Bonhomme libre, à dominante rurale, lui succède.

### Liberté de Normandie
Alors que les combats de la libération font rage en Normandie, des résistants créent du 9 au 13 juillet 1944 un quotidien baptisé Liberté de Normandie. Entre 1945 et 1947, près de 20 000 exemplaires sont publiés en moyenne.
Le 15 juillet 1948, Liberté de Normandie fusionne avec La Presse du Calvados, titre créé le 15 avril 1946 par des anciens de Liberté de Normandie. Pierre Moisy, ancien chef de la rédaction calvadosienne Ouest-Éclair et gérant de La Presse du Calvados, devient directeur de Liberté avec le soutien de Ouest-France dont il est également directeur régional. Le journal rejoint ainsi la Société d’éditions de Basse-Normandie (SEBN).

### Liberté - Le Bonhomme libre
Hebdomadaire depuis le 30 juin 1968, Liberté de Normandie absorbe Le Bonhomme Libre en 1974, triplant ainsi sa diffusion.
Sa parution est bloquée plusieurs mois à cause d'une grève à l’imprimerie Caron-Ozanne, et reprend en septembre 1975, alors que Ouest-France, par sa filiale Sofiouest, l'acquiert la même année.
En perte de vitesse dans les années 1970, la diffusion retrouve la croissance en progressant de 51,2 % de 1982 à 1995, jusqu'à atteindre 19 745 exemplaires diffusés qui le place comme deuxième hebdomadaire bas-normand derrière La Manche libre. 
À la fin des années 1990, Liberté, employant 20 salariés, a à sa tête, Marcel Clairet, directeur de La Presse de la Manche, passé sous le contrôle de Ouest-France en 1995. Le titre est alors imprimé sur les rotatives du quotidien cherbourgeois. Il possède une régie publicitaire extérieure régie par Précom plus précisément hebdoscommunication.
Le groupe Ouest-France place le titre au sein du Publihebdos. 
En 2009, le titre a un tirage de 21 753 exemplaires et une diffusion totale de 17 299 exemplaires.